# Carl G. Laurin
Carl Gustaf Johannes Laurin, född 19 september 1868 i Sankt Nikolai församling i Stockholm, död 31 mars 1940 i Maria Magdalena församling i Stockholm, var en svensk redaktör, författare med fokus på konst,  kulturkritiker och lärare.

## Biografi

### Familjeförhållanden
Carl Laurins föräldrar var Gösta Laurin och Agnes, född Rohtlieb. Modern var dotter till Johannes Rohtlieb och syster till Molly Rohtlieb. Mellan 1893 och 1934 var han verksam i bokförlaget P.A. Norstedt & Söner, Carl Laurin var själv släkt med familjen Norstedt och hans far hade en tid lett företaget. Brodern Thorsten Laurin var bokförläggare och konstsamlare samt arvtagare till P.A. Norstedt & Söner. Carl Laurin gifte sig 1893 med Gunilla Petre, som var dotter till Casimir Petre och Elisabeth Petre, född Wærn, samt sondotter till Thore Petre och dotterdotter till Carl Fredrik Wærn.

### Studier
Laurin studerade mellan 1888 och 1890 vid Uppsala universitet, varpå han 1890–1891 reste genom Europa och då främst uppehöll sig i Paris. 1891 återvände han till Uppsala för fortsatta studier. Efter en tids sjukdom företog han 1892 tillsammans med sin bror Thorsten en ny utlandsresa genom Frankrike och Italien.

### Intresserade sig för konstlivet
Under 1890-talet hade Laurin ett nära umgänge med Ragnar Liljenroth, Edvard Alkman, Oscar Levertin, Hjalmar Söderberg och Bo Bergman. De intresserade sig mycket för konstlivet i huvudstaden. Hans eget författarskap dröjde dock. Våren 1891 hade han skrivit en artikel om sin parisresa i Upsala Nya Tidning och 1895 införde han en artikel om konstnärliga affischer i Ord och Bild samt 1897 en artikel om fotografikonsten i samma tidskrift. I september 1897 publicerade han en liten recension i Svenska Dagbladet, något som Laurin själv såg som inledningen på sin journalistiska verksamhet.

### Konsthistorien i centrum för hans gärning

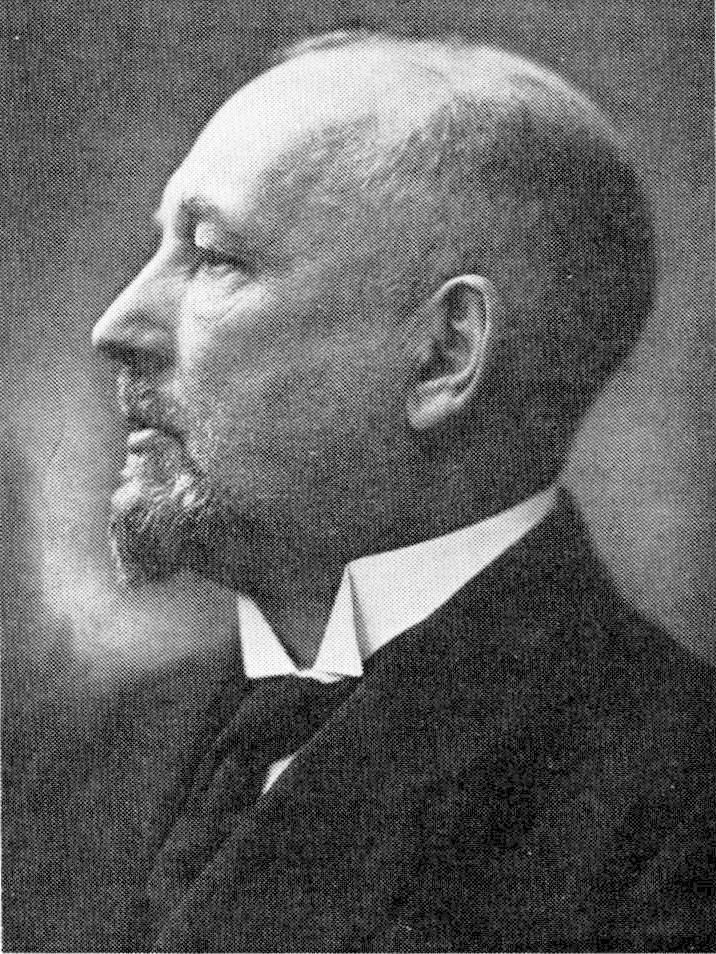
Carl Laurin.

Laurin engagerade sig i att uppfostra företrädesvis ungdomens förhållande till bildkonst. En gren av denna verksamhet var den av honom 1897 stiftade Föreningen för skolors prydande med konstverk, sedermera kallad Konsten i skolan. En annan gren var Föreningen för Stockholms prydande med konstverk.
Att döma av hans Minnen hade han liksom brodern Thorsten Laurin sedan mycket unga år ett utpräglat intresse för konst och litteratur. Utbildning och läggning ställde konsthistorien i centrum för hans gärning. Som en väntjänst sammanställde han 1898 ett litet bildhäfte av kända konstverk med text för användning i en flickskola i Göteborg. Uppmuntrad av den respons som mötte detta försök skrev han sin första populära Konsthistoria, som utkom 1900. På ett lättfattligt och roande sätt ger han här en kortfattad men informativ framställning om svensk konst, som omedelbart fann sin publik och utkom i nya, ständigt utvidgade upplagor. Den 11:e upplagan av hans konsthistoria utkom 1946 och också i skolupplagor.

### Lärare i konsthistoria
Åren 1899–1929 undervisade Laurin i konsthistoria vid Anna Sandströms högre lärarinneseminarium, där hans undervisning indirekt fick betydelse för den svenska flickskolan, länge den enda skolform där ett sådant "allmänbildande" ämne bereddes plats. Han föreläste också på Stockholms borgarskola och ledde privata studiecirklar i sitt hem. Såväl hans muntliga undervisning som hans författarskap hade som utgångspunkt att ett konstintresse förstärktes genom kunskaper om konstnärens livsöde och förutsättningar i tid och rum.

### Teaterkritiker
Laurin spelade också en betydande roll som teaterkritiker. Hans forum var den i bildade kretsar lästa månadstidningen Ord och Bild, där han från 1903 till sin död skrev teaterkrönikor, separat utgivna i sex volymer under titeln Ros och ris (1913—1939). Teatervärlden speglas i alla sina former och genrer.
Laurin blev filosofie hedersdoktor 1927, och utgav sina Minnen i fyra band 1924–1932.

## Laurinska huset

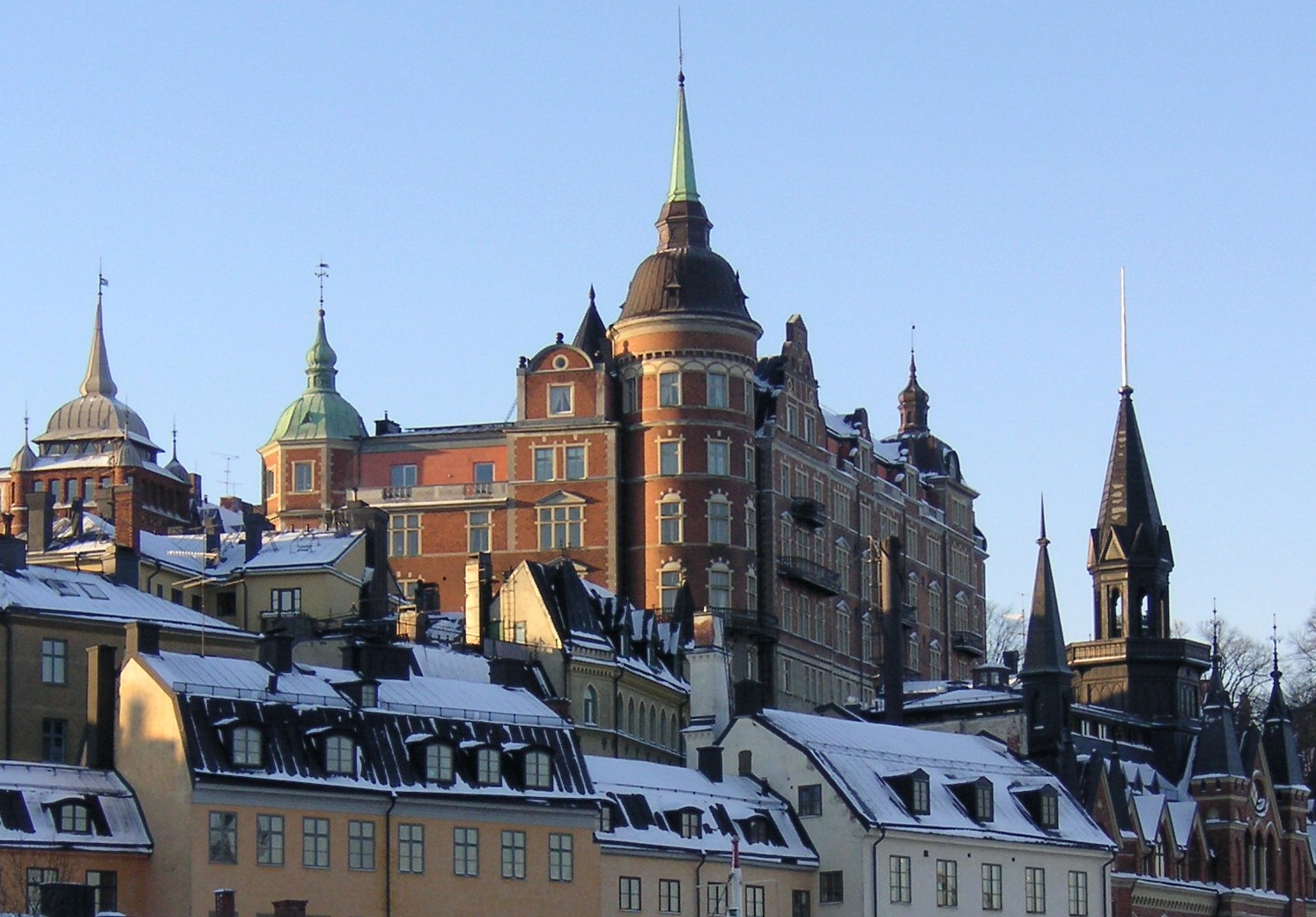
Laurinska huset, Mälarpalatset, vid Bellmansgatan 4-6 på Mariaberget på Södermalm i Stockholm. Mariahissen med det spetsiga tornet ligger till höger på bilden. Carl Laurin hade sitt hem i tornet. De tre bostadshusen, Timmermansgatan 2, Bellmansgatan 8 och Bellmansgatan 4-6, bildar markanta inslag i Södersilhuetten med fasader i rött formpressat tegel och natursten och höga hörntorn med gavlar och tureller.

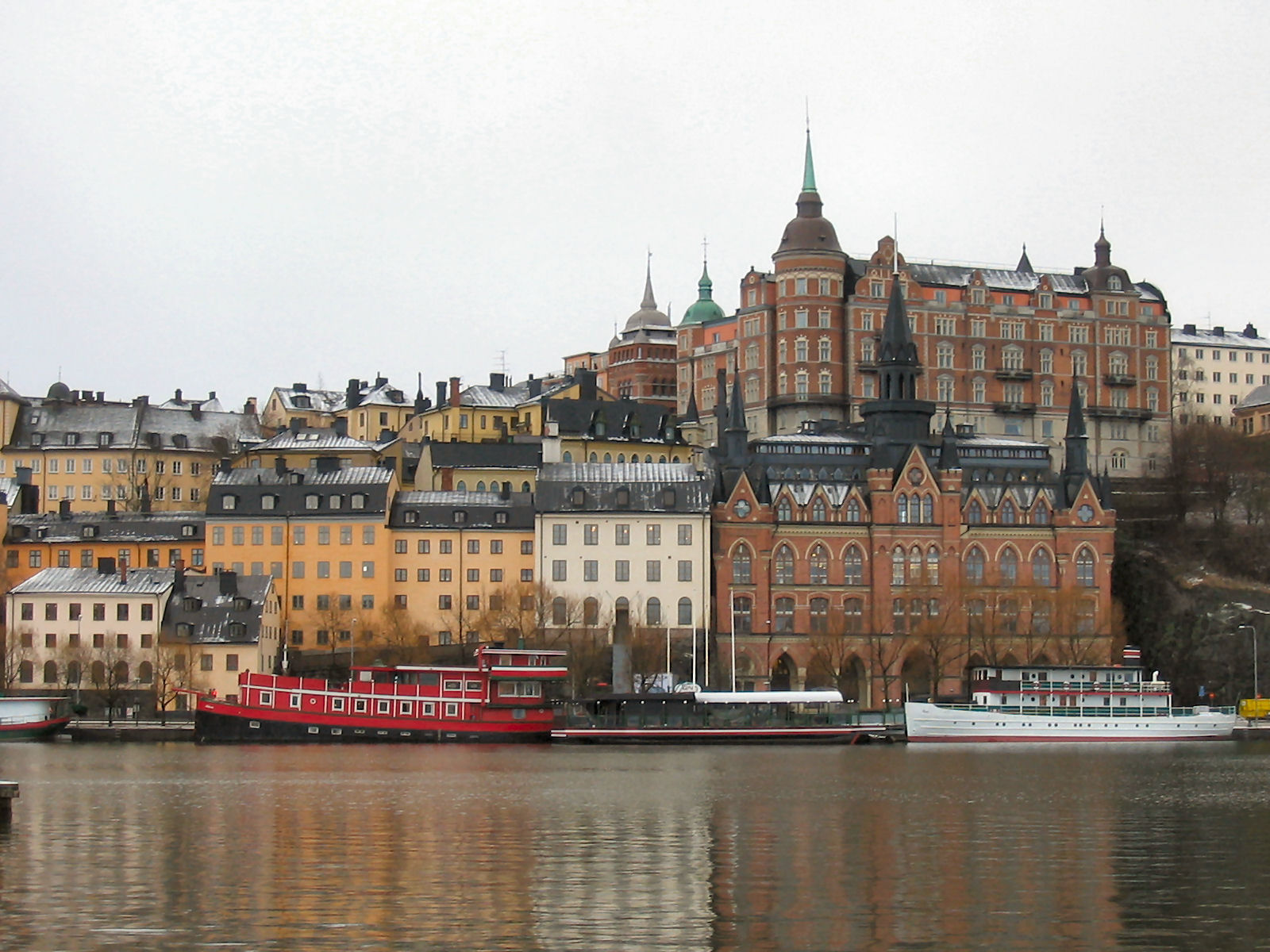
Laurinska huset vetter ut mot Riddarfjärden. Carl Laurin bodde här åren 1892–1940.

Carl Laurin bodde i det så kallade Laurinska huset, även kallat Mälarpalatset, vid Bellmansgatan 4–6 på Mariaberget i Stockholm. Huset byggdes 1892 och arkitekt var Valfrid Karlson. Byggnaden innehöll över 120 rum fördelade på främst fyra- till sexrumslägenheter. Namnet Laurinska huset fick det efter Laurin, som var en av de första hyresgästerna i huset. Han flyttade in 1892 och bodde kvar där till sin död 1940. Sitt hem hade Laurin i hörntornet med utsikt över Riddarfjärden. Under de första decennierna på 1900-talet var hans hem en samlingsplats för Stockholms konst- och kulturelit. Grannar var bland andra konstnärsvännerna Hanna och Georg Pauli.

## Huvud i brons
I Statens porträttsamling på Gripsholms slott återfinns ett huvud i brons föreställande C. Laurin utförd av Erik Hedland 1933.